# Kolarstwo na Letnich Igrzyskach Olimpijskich 2008 – BMX kobiet
Wyścig kobiet podczas Letnich Igrzyskach Olimpijskich 2008 rozegrany został między 20 a 22 sierpnia na torze Laoshan Bicycle Moto Cross.

## Format
Zawodniczki zostały przydzielone do półfinałóww według czasów, jakie uzyskały w eliminacjach. Każdy półfinał obejmował trzy biegi, w których za każde miejsce przyznawane były punkty (za 1. miejsce 1 punkt, za 2. miejsce 2 punkty itd.). Pierwsze cztery zawodniczki z każdego półfinału awansowały do finału. Finał obejmował jeden bieg.

## Terminarz
Wszystkie godziny są podane w czasie pekińskim (UTC+08:00).
| Data             | Godzina |                   |
| ---------------- | ------- | ----------------- |
| 20 sierpnia 2008 | 09:45   | Eliminacje        |
| 22 sierpnia 2008 | 09:00   | Półfinały i Finał |

## Wyniki

### Eliminacje
| Pozycja | Zawodniczka            | Przejazd 1 | Przejazd 1 | Wynik  | Uwagi |
| ------- | ---------------------- | ---------- | ---------- | ------ | ----- |
| 1       | Anne-Caroline Chausson | 36,660     | 43,174     | 36,660 |       |
| 2       | Shanaze Reade          | 59,330     | 36,882     | 36,882 |       |
| 3       | Laëtitia Le Corguillé  | 37,606     | 37,145     | 37,145 |       |
| 4       | Sarah Walker           | 37,187     | 37,549     | 37,549 |       |
| 5       | María Gabriela Díaz    | 37,590     | 38,927     | 37,590 |       |
| 6       | Nicole Callisto        | 38,260     | 37,717     | 37,717 |       |
| 7       | Jill Kintner           | 39,031     | 37,913     | 37,913 |       |
| 8       | Jana Horáková          | 39,213     | 38,077     | 38,077 |       |
| 9       | Jenny Fähndrich        | 39,152     | 38,209     | 38,209 |       |
| 10      | Tanya Bailey           | 38,621     | 38,285     | 38,285 |       |
| 11      | Lieke Klaus            | 38,709     | 38,808     | 38,709 |       |
| 12      | Amanda Sørensen        | 39,183     | 38,719     | 38,719 |       |
| 13      | Samantha Cools         | 39,813     | 39,137     | 39,137 |       |
| 14      | María Belén Dutto      | 40,423     | 40,193     | 40,193 |       |
| 15      | Anikó Hódi             | 43,137     | 41,772     | 41,772 |       |
| 16      | Ma Liyun               | 42,563     | 42,015     | 42,015 |       |

## Półfinały

### Półfinał 1
| Pozycja | Zawodnik               | Bieg 1     | Bieg 2     | Bieg 3       | Suma punktów | Uwagi |
| ------- | ---------------------- | ---------- | ---------- | ------------ | ------------ | ----- |
| 1       | Anne-Caroline Chausson | 36,931 (1) | 37,028 (1) | 36,747 (2)   | 4            | Q     |
| 2       | Sarah Walker           | 37,499 (2) | 39,038 (3) | 36,731 (1)   | 6            | Q     |
| 3       | María Gabriela Díaz    | 37,605 (3) | 38,235 (2) | DNF (8)      | 13           | Q     |
| 4       | Samantha Cools         | 39,765 (6) | 39,457 (5) | 38,690 (3)   | 14           | Q     |
| 5       | Jana Horáková          | 39,107 (5) | 39,172 (4) | 1:32,284 (7) | 16           |       |
| 6       | Jenny Fähndrich        | 38,658 (4) | 45,912 (7) | 52,687 (6)   | 17           |       |
| 7       | Ma Liyun               | 41,789 (7) | 41,497 (6) | 41,839 (5)   | 18           |       |
| 8       | Amanda Sørensen        | DNF (8)    | 47,469 (8) | 39,474 (4)   | 20           |       |

### Półfinał 2
| Pozycja | Zawodnik              | Bieg 1       | Bieg 2     | Bieg 3     | Suma punktów | Uwagi |
| ------- | --------------------- | ------------ | ---------- | ---------- | ------------ | ----- |
| 1       | Laëtitia Le Corguillé | 37,917 (1)   | 37,130 (1) | 37,076 (2) | 4            | Q     |
| 2       | Jill Kintner          | 38,950 (3)   | 39,700 (3) | 38,235 (3) | 9            | Q     |
| 3       | Shanaze Reade         | 2:17,714 (7) | 39,218 (2) | 36,699 (1) | 10           | Q     |
| 4       | Nicole Callisto       | 38,244 (2)   | 47,311 (6) | 38,435 (4) | 12           | Q     |
| 5       | Lieke Klaus           | 40,955 (4)   | 40,143 (4) | 38,800 (5) | 13           |       |
| 6       | Anikó Hódi            | 44,021 (6)   | 41,867 (5) | 40,169 (7) | 18           |       |
| 7       | María Belén Dutto     | 41,307 (5)   | 47,927 (7) | 40,295 (8) | 20           |       |
| 8       | Tanya Bailey          | DNF (8)      | DNF (8)    | 39,505 (6) | 22           |       |

## Finał
| Pozycja | Zawodnik               | Czas     |
| ------- | ---------------------- | -------- |
| złoto   | Anne-Caroline Chausson | 35,976   |
| srebro  | Laëtitia Le Corguillé  | 38,042   |
| brąz    | Jill Kintner           | 38,674   |
| 4.      | Sarah Walker           | 38,805   |
| 5.      | María Gabriela Díaz    | 39,747   |
| 6.      | Nicole Callisto        | 1:19,609 |
| 7.      | Samantha Cools         | DNF      |
| 8.      | Shanaze Reade          | REL      |